# Авивит, Шошана
Шошана Авивит (Лихтенштейн; 20 мая 1901, Одесса, Российская империя — 20 июля 1981, Париж, Франция) — актриса

.

## Биография
Родилась в еврейской семье. В театре Габима с 1917 года. Молодая актриса из Одессы — Сусанна Лихтенштейн взяла себе имя Шошана Авивит, что значит «весенняя роза».
В Париже с 1924 года. В 1925 году выступает в Париже на сцене совместно с поэтом Константином Бальмонтом. В 20-30-е годы состоялся ряд её выступлений на сцене. В её программе — отрывки из Песни Песней, псалмы Давида, стихотворения из российской русской и еврейской поэзии.
Играла в театре «Комеди Франсез». После войны выступала на вечерах Федерации еврейских обществ во Франции, Союзе русских и литовских евреев.
Известный поэт Константин Бальмонт посвятил ей стихи, в 1924 году написав ей во Францию:
«Почему я Вас почувствовал сразу там в Москве, почему Вы так остро, больно и нежно вошли в мое сердце?»
Вышла замуж за комедийного актёра Даниэля Лекуртуа. Дочь Шошаны от первого брака — Агнес Оркин-Лекуртуа — стала известным французским физиком, работала в ЦЕРНе.
С 1950-х годов актриса жила в Израиле.

## Семья
- Дочь её сестры Ханы Лихтенштейн — Алла Симон — стала членом банковской семьи Симон-Апель.
- Муж — актёр Даниэль Лекуртуа.

## Сценография
- Старшая сестра — младшая сестра Юлька Ханох Г. Габима бат эсрим вэхамеш (Габиме — 25) Тель-Авив, 1946. Пер. Б. А. Энтина
- Г-рит (Срейфа) Ицхока-Лейбуша Переца — Хана, жена Шмарьи
- Дер дибек (Диббук) — Леа[4]